# Ҭ

Darstellung des kyrillischen Buchstaben T'

Das Ҭ, ҭ ist ein Buchstabe des kyrillischen Alphabets, bestehend aus einem Т mit einem Abstrich unten rechts. Der Ҭ repräsentiert den ejektiven stimmlosen alveolaren Plosiv [tʰ]. Verwendet wird der Buchstabe nur in der abchasischen Sprache, in dessen Alphabet er der 40. Buchstabe ist.
Die Transliteration in lateinische Schrift erfolgt mit ƫ.